# Imponierverhalten

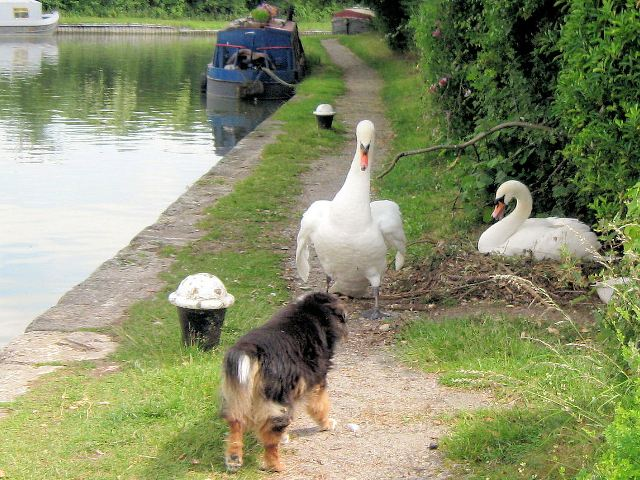
Imponierverhalten beim Höckerschwan: aufrechte Körperhaltung, leicht angehobene Flügel, die den Oberkörper breiter erscheinen lassen

Als Imponierverhalten (englisch overawing) wird in der Verhaltensbiologie ein angeborenes, spezielles Droh- und Lockverhalten bezeichnet, das insbesondere auf rivalisierende Geschlechtsgenossen eine einschüchternde Wirkung ausüben soll. Es dient dazu, „die Vorteile der Aggression in Anspruch zu nehmen, ihre Nachteile aber in Grenzen zu halten.“ Die aus der Ethologie stammende Bezeichnung wird gelegentlich auch auf Elemente von Paarungsritualen während der Balz und im soziologischen Kontext auf den Menschen angewandt.

## Imponierverhalten in der Verhaltensbiologie

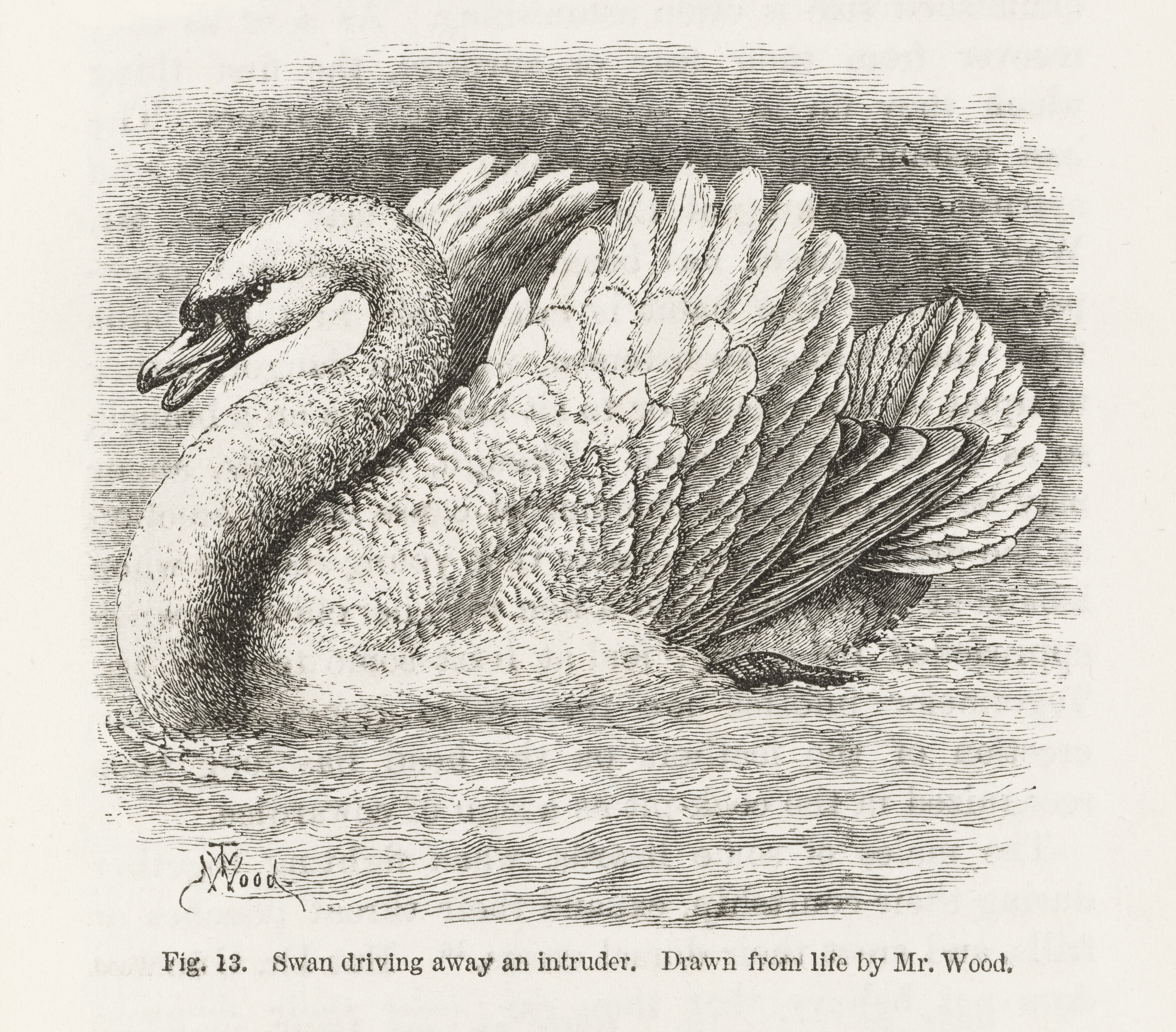
„Schwan vertreibt Eindringling.“ Zeichnung aus Charles Darwin: Gemütsbewegungen bei dem Menschen und den Tieren

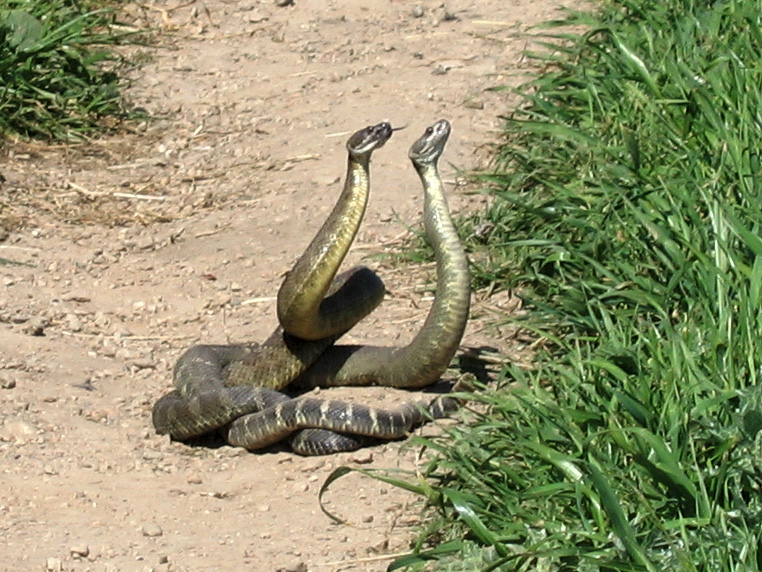
Zwei Klapperschlangenmännchen auf einem Pfad in Kalifornien

Die Bezeichnung Imponierverhalten wurde von Oskar Heinroth – 1930 zunächst als Imponiergehabe – in die Verhaltensforschung eingeführt. 20 Jahre zuvor hatte er aber bereits am Beispiel des Höckerschwans diverse Körperhaltungen („Imponierstellungen“) beschrieben, darunter die Reaktion eines Schwans auf einen in sein Revier eingedrungenen Konkurrenten:
„Sobald der Höckerschwan einen Gegner vertreiben, sich also ein Furcht erregendes Äußere geben will, hebt er die Ellenbogen nebst den Armschwingen und legt schließlich auch den Hals mehr oder weniger zurück. Sieht der Vogel die Überlegenheit des Gegners ein, und gerät er in Furcht, so hört das Flügelstellen auf und macht der gewöhnlichen Körperhaltung Platz. Es ist klar, daß hauptsächlich der geschlechtsreife männliche Vogel, und zwar namentlich vor, während und kurz nach der Brutzeit, diese Imponierstellung einnimmt.“
Der von 1988 bis 2012 an der Universität Zürich lehrende Verhaltensökologe Heinz-Ulrich Reyer beschrieb 1974 das von ihm als Imponieren bezeichneten Verhalten wie folgt:
„Oft werden mit solchen Bewegungen und Haltungen, die man besonders häufig an Reviergrenzen beobachten kann, zugleich bestimmte Körpermerkmale zur Schau gestellt. Das können die Waffen selbst sein, wie bei vielen Vögeln, die ihren Schnabel auf den Gegner richten, oder bei Huftieren, die ihr Geweih oder Gehörn präsentieren, oder bei Flußpferden, Raubtieren und Affen, die ihr Gebiß entblößen. Es kann sich auch um bestimmte Farbmuster handeln.“
Im Verlauf der Stammesgeschichte haben sich die als Imponierverhalten bezeichneten Verhaltensmuster (so die naheliegende Interpretation der Verhaltensforscher) entwickelt, da diese Form der Ritualisierung einen offenen Kampf zwischen Rivalen zu vermeiden hilft: Der schwächere kann einem Konflikt durch Flucht ausweichen oder ihn durch das Zeigen einer gleichfalls ritualisierten Demutsgebärde beenden, sodass für beide Tiere – da es zu keiner körperlichen Berührung kommt – das Verletzungsrisiko herabgesetzt wird.
Häufig unterstützen Lautäußerungen die Drohwirkung beim Imponieren oder bilden in unübersichtlichem Gelände sogar das einzige Signal; ein bekanntes Beispiel hierfür ist das Röhren der Hirsche, aber auch das Betrommeln der eigenen Brust bei Gorilla-Männchen kann als Bestandteil ihres Imponierverhaltens interpretiert werden. Ähnlich deuten Ornithologen die Reviergesänge der Vögel während der Paarungszeit. Imponierverhalten nutzt dabei häufig sexuell selektierte Ornamente, d. h. auffällige Körpermerkmale oder akustische Signale, die laut Handicap-Prinzip auf die körperliche Fitness des Trägers oder „Senders“ schließen lassen.
Das Imponierverhalten von Hunden ist gleichfalls durch eine arttypische Körperhaltung gekennzeichnet: Die Beine werden durchgedrückt, so dass eine maximale Körperhöhe erzielt wird; so vorhanden wird möglicherweise auch das Fell gesträubt; Kopf und Schwanz sind erhoben und auch die Ohren sind aufgestellt; das Tier knurrt, starrt den Gegner aber nicht direkt an, sondern hat den Blick leicht zur Seite gewendet. Imponierverhalten eines Hundes gegenüber einem Menschen deutet darauf hin, dass das Tier die betreffende Person in der Rangordnung nicht als über ihm stehend einschätzt und kann daher – wenn die Halter nicht gegen dieses Fehlverhalten angehen – eines Tages in offene Aggressivität umschlagen.
Während der Paarungszeiten gipfelt erfolgreiches Imponierverhalten für den meist männlichen Sieger häufig in der Kopulation.

## Imponierverhalten beim Menschen

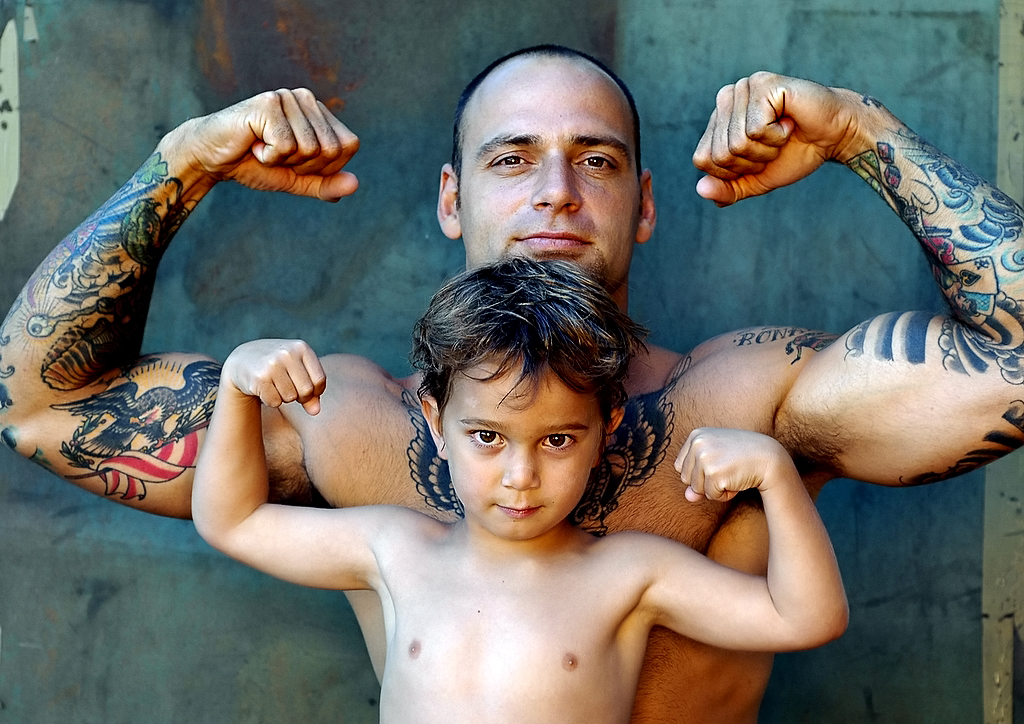
Imponierverhalten bei Homo sapiens

Auch beim Menschen gibt es Verhaltensweisen, die als Imponierverhalten gedeutet werden können, beispielsweise wenn sich eine Person frontal und breitbeinig einer anderen Person gegenüberstellt und beide Hände an die Hüfte stemmt, so dass die Ellenbogen maximal weit vom Körper abstehen, dabei zugleich den Kopf leicht nach hinten neigt (also maximal erhoben hält) und so – aus dem Blickwinkel des Gegners betrachtet – der eigene Körper scheinbar vergrößert wird. Diese Wirkung kann durch voluminöse Kleidung noch verstärkt werden, beispielsweise durch Schulterpolster, Epauletten oder weite bauschige Hosen. Der österreichische Humanethologe Irenäus Eibl-Eibesfeldt beschreibt dieses Verhalten in seinem Grundriß der vergleichenden Verhaltensforschung wie folgt:
„Will ein Mann einen anderen beeindrucken – ihm imponieren –, tut er das wiederum bei den verschiedenen Völkern in recht ähnlicher Weise durch aufrechte Haltung, grimmiges Gesicht und häufig mit künstlicher Betonung der Körpergröße und der Schulterbreite. Nur die Mittel dazu sind in den einzelnen Kulturen verschieden. Die einen setzen sich Federkronen aufs Haupt, die anderen Bärenfellmützen, man prunkt mit Waffen und bunter Tracht – das Prinzip bleibt das gleiche.“
Im Alltagssprachgebrauch werden auch ritualisierte menschliche Verhaltensweisen (insbesondere von Männern) als Imponierverhalten oder Imponiergehabe bezeichnet, die beim Gegenüber eine beeindruckende Wirkung erzielen sollen: wie beispielsweise dreistes Verhalten und das Protzen mit prestigeträchtigen Statussymbolen, mit erbrachten Leistungen aller Art (insbesondere vermeintlichen Heldentaten), oder die Zurschaustellung geeigneter athletischer Fähigkeiten sowie dominantes, offensives, aggressives oder normen-verletzendes Verhalten (z. B. Vandalismus). Nicht selten hat Imponierverhalten auch den Charakter einer Mutprobe (Beweis seines Mutes, zum Beispiel im Freibad durch Sprung vom 10-Meter-Brett). Die Ausprägungen und die gesellschaftliche Bewertung solcher Imponierrituale unterscheiden sich in verschiedenen gesellschaftlichen Kontexten erheblich. Während in einigen Milieus bestimmte Formen von Imponierverhalten regelrecht zelebriert werden, sind diese in anderen Milieus nahezu tabu. Gerade in Milieus mit hoher Formalbildung und hoher Wertschätzung von sozialem Engagement und Bildung gilt offensichtliches, zumeist körperbetontes und demonstratives Imponiergehabe, z. B. auch Geltungskonsum, als unkultiviert, primitiv und niveaulos. 
Dennoch findet auch hier Imponierverhalten statt, allerdings subtiler und weniger physisch, z. B. durch bestechende Rhetorik im Smalltalk (gerade bei Männern: Smalltalk mit anderen Männern in Gegenwart einer Dame), durch außerordentliches Engagement, durch Namedropping, durch Zelebrieren einer ausgeprägten Kultiviertheit, durch dezente Hinweise auf Studienerfolge bzw. Forschungsprojekte im Gespräch (in Kreisen, in denen Bildung als Statussymbol gilt) sowie scheinbar zufälliges, aber doch auffälliges Drapieren der Pkw-Schlüssel einer Nobelmarke (sofern in dem entsprechenden gesellschaftlichen Umfeld protzige Autos nicht als materialistisch oder „neureich“ gelten und somit als niveaulos verachtet werden). Auch hier ist Imponierverhalten abhängig vom jeweiligen Wertesystem, das letztendlich darüber entscheidet, welche Handlungen oder Gegenstände zum Prestigeobjekt avancieren. Der so gezeigte Status oder die Zugehörigkeit zu einer bestimmten sozialen Schicht erfüllt den gleichen Zweck wie das körpersprachliche Verhalten weniger gebildeter Schichten. Im Extremfall wendet sich das ganze ins Gegenteil: Demonstrativ zur Schau gestellte Askese, demonstrativ zur Schau gestellter Konsumverzicht oder demonstrativ zur Schau gestellte Armut („ostentative Armut“) können an die Stelle von ostentativem Reichtum bzw. Konsum treten.
In einem Experiment stellten Forscher fest, dass die Toleranz von Männern für Schmerzen immer dann massiv zunahm, wenn eine attraktive junge Technikerin die Verkabelung vornahm und anschließend die Schmerz-Versuche durchführte. Übersetzt lautet die gewollte Botschaft: Ich bin jung, stark und als Erzeuger wie Beschützer außerordentlich fähig.

## Belege
1. 1 2  Heinz-Ulrich Reyer: Formen, Ursachen und biologische Bedeutung innerartlicher Aggression bei Tieren. Kapitel 25 in: Klaus Immelmann (Hrsg.): Grzimeks Tierleben, Sonderband Verhaltensforschung. Kindler Verlag, Zürich 1974, S. 373.
2. ↑  Roger Alfred Stamm: Formen und Aufgaben der Balz. Kapitel 28 in: Klaus Immelmann (Hrsg.): Grzimeks Tierleben, S. 426–427.
3. ↑  Oskar Heinroth: Über bestimmte Bewegungsweisen bei Wirbeltieren. In: Sitzungsberichte der Gesellschaft Naturforschender  Freunde. Berlin 1930, S. 333–343.
4. ↑  Oskar Heinroth: Beiträge zur Biologie, namentlich Ethologie und Psychologie der Anatiden. In: Verhandlungen des V. Internationalen Ornithologen-Kongresses in Berlin, 30. Mai bis 4. Juni 1910. Deutsche Ornithologische Gesellschaft, Berlin 1911, S. 593, Volltext Hier: S. 25.
5. ↑  Irenäus Eibl-Eibesfeldt: Grundriß der vergleichenden Verhaltensforschung. Piper, München 1967; 7., überarbeitete Auflage, München 1987, ISBN 3-492-03074-2, S. 706–707.
6. ↑  Siefers Hirnwelten: Warum Frauen schwach sind. Auf: focus.de vom 29. Juli 2008.